# Giacomo Cavillier
Giacomo Cavillier (Andria, 8 novembre 1969) è un archeologo ed egittologo italiano.

## Studi e formazione
Ha conseguito la Laurea in Lettere Classiche (indirizzo archeologico, con tesi in Egittologia) presso presso l'Università "La Sapienza" di Roma e nella stessa università altri titoli post-lauream come la Specializzazione in Archeologia Orientale (Egittologia e Vicino Oriente Antico) e la  Specializzazione in Archeologia Classica (Rilievo e Analisi Tecnica dei Monumenti Antichi); altre significative esperienze di maturazione sono un Dottorato di Ricerca (PhD) in Egittologia presso università straniera (UE) e Post-specializzazione sempre in Egittologia presso università straniera (UE). Quale Archeologo professionista è in possesso dei requisiti scientifici e curriculari previsti per la Prima Fascia ai sensi del D.M. 244 del 20 maggio 2019 del Ministero della Cultura.

## Esperienze professionali e settori di interesse in Egittologia e Archeologia
Nel settore delle esperienze professionali in archeologia e delle collaborazioni con musei, Istituzioni culturali e università, Giacomo Cavillier è stato collaboratore scientifico del Museo Egizio di Torino (1994-2001) del Museo Archeologico Nazionale di Firenze (Sezione Egizia dal 2000 al 2020); nel periodo di formazione universitaria e post-universitaria prende parte a varie missioni archeologiche in Egitto e in Italia e si è associato a importanti enti egittologici come l’Egypt Exploration Society, la Société française d'égyptologie, lInternational Association of Egyptologists e lInternational Association of Coptic Studies partecipando come relatore a vari convegni e congressi nazionali e internazionali. Dal 2010 lo studioso è direttore di missione archeologica italiana (progetti Butehamon e Kay) presso la necropoli di Tebe a Luxor; è inoltre a capo di vari progetti di ricerca in Italia e in Mediterraneo occidentale, fra cui il progetto "Shardana" in Corsica e Sardegna (dal 2014), il progetto "Shekelesh in Sicilia (dal 2020), il "progetto Teresh" in Toscana e Lazio (dal 2023) e il progetto "Iside" in Sicilia e Sardegna (dal 2020).
I settori di interesse in Egittologia e Archeologia dello studioso spaziano dai rapporti tra l'Egitto faraonico e le civiltà orientali e mediterranee, ai Popoli del Mare (con particolare riferimento agli Shardana), ai commerci e alla navigazione, all'architettura e sviluppo della necropoli tebana, all'Egitto tolemaico e romano. Nel settore filologico lo studioso ha pubblicato grammatiche di Egiziano Classico e di Neoegiziano e di geroglifico Tolemaico. Nel campo dell'archeologia subacquea, dal 1994 al 2008, Giacomo Cavillier ha collaborato con il Servizio Tecnico di Archeologia Subacquea dell'allora Ministero per i Beni e le Attività Culturali per i profili giuridici e archeologici sulla tutela del patrimonio archeologico sommerso e costiero. 

## Docenza e ricerca scientifica
Per quanto attiene la docenza universitaria, Giacomo Cavillier ha insegnato Egittologia e Civiltà Copta (L-OR/02) presso varie sedi universitarie (fra cui l'Università di Genova dal 2005 al 2009), musei ed istituzioni culturali varie e dal 2013 al 2016 ha tenuto corsi di Egittologia presso l'Università Internazionale Uninettuno di Roma, l'Università del Cairo, la Biblioteca d'Alessandria d'Egitto e l'Ufficio Culturale dell'Ambasciata d'Egitto a Roma; docente di civiltà orientali (Egittologia e Vicino Oriente) all'Università P. del Mediterraneo di Taranto (istituzione universitaria privata) e docente di Archeologia Subacquea presso l'Università di Bari (sede di Taranto) nel biennio 2006-2008. Dal 2014 insegna Civiltà Egizia e Museologia (con moduli didattici di Storia dell'Archeologia in Egitto e Nubia e di metodologia dell'indagine archeologica) presso la Facoltà di Lettere dell'Università del Cairo e dal 2021 è ricercatore esterno del Dipartimento di Studi Mediterranei dell'University of the Aegean of Rhodes (Grecia) per lo studio delle antiche civiltà del Mediterraneo orientale.
L'impegno nella ricerca dello studioso si è concretizzato nel 2008 nella costituzione in ambito universitario di un centro di ricerca denominato Centro Studi di Egittologia e Civiltà Copta "J.F.Champollion" con sede a Genova (poi implementato nelle sedi egiziane del Cairo e di Luxor) finalizzato alla promozione della Civiltà dell'Antico Egitto e delle civiltà orientali e ai rapporti tra Egitto e Mediterraneo.
Altro profilo professionale maturato è quello di Ufficiale di Marina Militare e da anni si occupa, a livello centrale, dell'attività di ricerca storica e archeologica, con particolare riguardo al settore dell'Archeologia Subacquea e ai metodi di intervento, per le Capitanerie di Porto - Guardia Costiera. In questo settore ha svolto docenze, seminari e conferenze e insegna "Tutela del Patrimonio Archeologico Sommerso e Costiero con elementi di navigazione antica" presso l'Accademia Navale di Livorno e presso gli istituti di formazione delle Capitanerie di Porto.

## Opere e contributi scientifici
Giacomo Cavillier è autore di vari volumi e contributi scientifici, alcuni di questi di divulgazione scientifica, fra cui si segnalano: 
- Il faraone guerriero: i sovrani del Nuovo Regno alla conquista dell'Asia, mito, strategia e archeologia, Tirrenia, Torino, 2001
- Tuthmosi III: immagine e strategia di un condottiero, Tirrenia, Torino, 2003
- La Tutela del patrimonio archeologico sommerso, Tirrenia, Torino, 2005[6]
- Gli Shardana e l'Egitto ramesside, BAR n.1438, Archaeopress, Oxford, 2008
- Introduzione allo studio dell'Antico Egitto, Nuova Editrice Apulia, Martina Franca, 2007
- La Battaglia di Qadesh, Tirrenia, Torino, 2007
- Il Migdol di Ramesse III a Medinet Habu, BAR n.1755, Archaeopress, Oxford, 2008[7]
- Elementi di magia egizia, Nuova Editrice Apulia, Martina Franca, 2009
- Sulle tracce di Champollion: viaggio nell'egittologia, Tirrenia, Torino, 2009
- Egittologia: nozioni e appunti per un corso di base, Ananke, Torino, 2010
- Ushabti di militari del Museo Egizio di Firenze, BAR n.S2032, Archaeopress, Oxford, 2009
- (con AA.VV.), La culla di erodoto, Ananke, Torino, 2001
- (con AA.VV.), Il carro e le armi del Museo Egizio di Firenze, Giunti, Firenze, 2002
- Sulle tracce di Champollion: archeologia, sguardi ed esperienze nella valle del Nilo, Ananke, Torino, 2010
- Corso di neoegiziano con elementi di scrittura ieratica, Ananke, Torino, 2012
- Aegyptica I: l'Egitto di Champollion e Rosellini, Ananke, Torino, 2011
- Aegyptica II: la Nubia, il Fayyum e le oasi, Ananke, Torino, 2012
- Aegyptica III: ricerche nella valle del Nilo e Mediterraneo, Ananke, Torino, 2013
- Aegyptica IV: Erodoto in Egitto, Ananke, Torino, 2014
- Egiziano classico: elementi e nozioni di grammatica, Ananke, Torino, 2014; ristampa 2018
- Appunti di viaggio nell'egittologia, Ananke, Torino, 2014
- Aegyptica V: dal papiro al monumento, Ananke, Torino, 2015
- Aegyptica VI: Butehamon: scriba reale della necropoli, volume primo, Kemet, Torino, 2016
- Aegyptica VII: Sacerdoti, Templi e Dèi, Kemet Torino, 2016
- Catalogo degli Ushabti del Museo Egizio di Firenze - Volume I (II Periodo Intermedio-Nuovo Regno), BAR 2828, Archaepress, Oxford 2016
- Quaderni di Egittologia: Egiziano classico con elenco di segni e termini utili, Kemet, Torino, 2017
- Catalogo degli Ushabti del Museo Egizio di Firenze - Volume II (Nuovo Regno), BAR 2872, Archaeopress, Oxford 2017
- Quaderni di Egittologia: Testi Magico-rituali, Kemet, Torino, 2017
- Quaderni di Egittologia: Corso di Ieratico: elementi e nozioni di base, Kemet, Torino, 2018
- The Butehamon Project: Researches on a Royal Scribe in Theban Necropolis, Kemet, Torino, 2018
- Shardana, Navigatori e Guerrieri nell'Egitto Ramesside: Fonti, Storia e Mito, Kemet, Torino, 2019
- Aegyptica VIII: Lo Scriba, Il Manoscritto e il Monumento. Ricerche di Egittologia, Papirologia e Museologia, Kemet, Torino, 2019
- Champollion in Egitto (1828-1829), Diario di una spedizione scientifica, Kemet, Torino, 2020
- L'Ultima Dimora: l'Era della Rinascita e le Cachettes Reali tra Tanis e Tebe, Kemet, Torino, 2022
- Il Sentiero di Iside: il culto isiaco tra Egitto tolemaico e Roma Imperiale, Kemet, Torino, 2023
- Il Faraone Guerriero e le armi nell'Antico Egitto, Kemet, Torino 2024
- Egiziano Tolemaico (elementi): con nozioni di grammatica e un elenco di segni e parole utili, Ananke, Torino 2025